# 紅牛RB16
紅牛RB16，是2020年一级方程式世界锦标赛紅牛车队的比賽用車。由紅牛车队在亞德里安·紐維指導下设计和制造的一级方程式赛车。它由本田的RA620H動力單元提供動力，是第二款使用本田引擎的紅牛。2020年的車手是馬克斯·維斯塔潘和亞歷山大·阿爾本，他們分別在車隊效力第五個賽季和第二個賽季。在 2021年，沙治奧·佩雷斯接替了阿爾本的位置。 阿爾本成為車隊 2021 賽季的測試和預備車手。該車原計劃在2020年澳大利亞大獎賽上首次亮相，但由於比賽被取消以及接下來的賽事如巴林、因COVID-19大流行而被推遲。最終RB16在2020年奧地利大獎賽上首次亮相。
2020赛季因2019冠状病毒病疫情的缘故，研发工作受到影响。促使10支F1车队的领队与FIA主席让·托德、F1老板切斯·凯里、F1运动总监罗斯·布朗于2020年3月19日召开电话会议，并最终同意将2021款新规，推迟到2022年执行。根據眾車隊與国际汽车联盟之間的協議，2020年規格的賽車包括RB16，能夠在減少賽車底板面積產生的下壓力後繼續在2021年參加比賽。因此，紅牛製造了一種名為“紅牛RB16B”的更新車型，並使用了本田升級後的 RA621H 動力裝置。

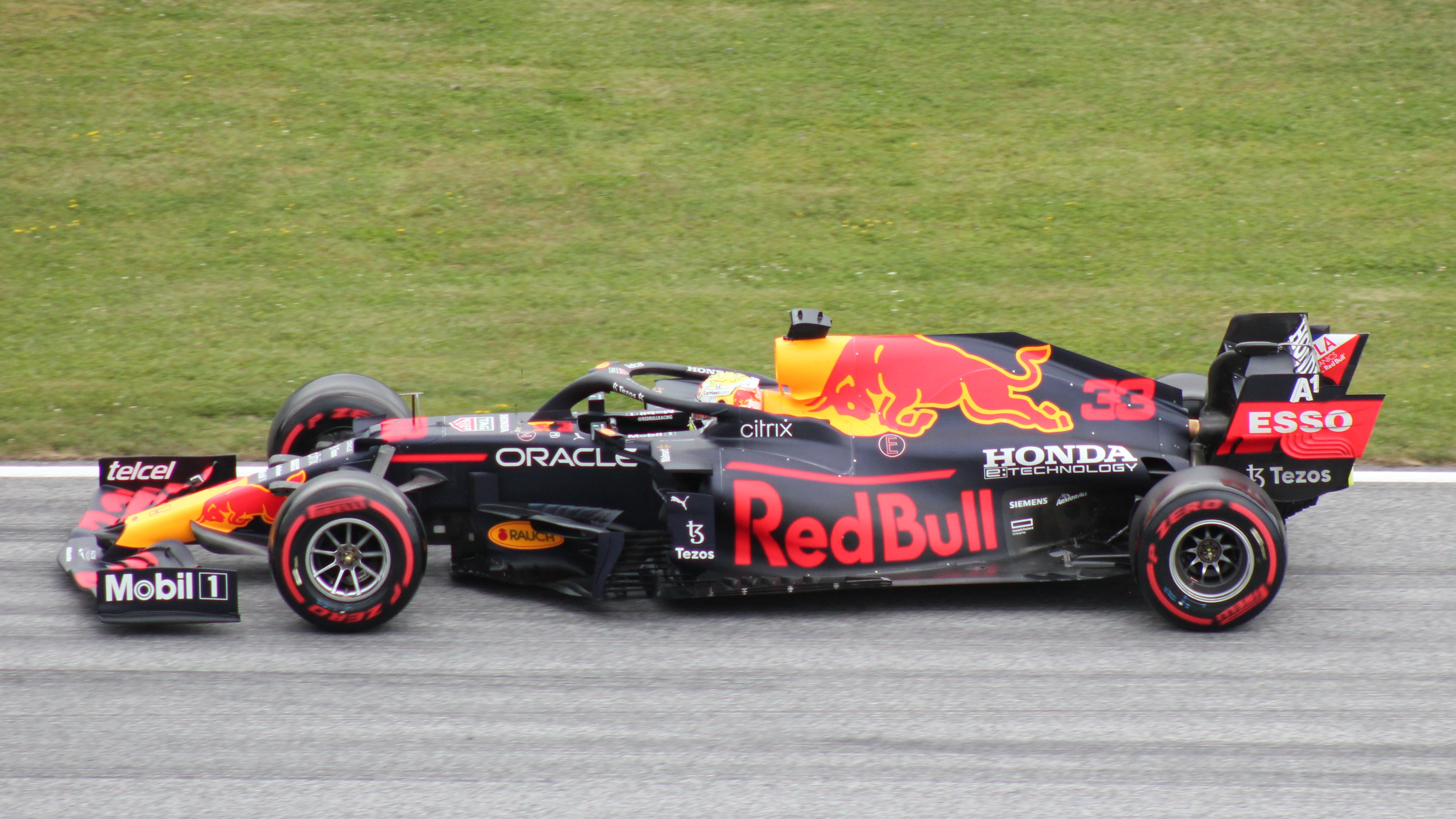
這是改版後的RB16B

## 賽車設計

### 2020賽季
由於2020賽季的技術規則基本上沒有變化，RB16的設計是基於其前身RB15。RB16 的前翼鼻筒較窄，在前面有兩個額外的進氣口，同時RB16也有重新設計的挡风板區域和更小的側板進氣口。 該車在前翼下方還具有大型“斗篷”元素，由梅賽德斯在2017年已經開始使用的車身，當時紅牛尚未採用直至現在。相比RB15，後懸架的一部分被抬起，尾翼也有兩個支撐柱。 車隊還重新設計了賽車的前部的多連桿懸掛，車隊領隊克里斯蒂安·霍納說其目的是提高賽車在低速彎道的表現。

### 2021賽季
紅牛使用其開發代幣來改變變速箱外殼的形狀，使其能夠重新佈置後懸架並顯著增加後下壓力。

## 本田動力單元

### 2021:本田 RA621H
由於 COVID-19 大流行造成，本田最初決定將其全新動力裝置設計的引入推遲到 2022 賽季。然而，當本田決定在2021賽季結束後離開這項運動後，再重新評估情況，他們決定將新設計提前一年發佈至2021 年，以試圖擊敗梅赛德斯並成功在其最後一個正式賽季贏得車手世界冠軍。儘管在季前測試之前只有六個月的時間來完成設計，一但如果遇到問題，可能會出現嚴重的可靠性問題。
RA621H 是本田自2017年以來做出的最大改變，因為它在 2017 年至 2020 年之間使用了相同的基本概念，儘管它沒有像 2017 年那樣採用新的發動機佈局。與上一季的RA620H相比，RA621H有明顯更緊湊的凸轮轴佈局，其位置更低、有不同的氣門角度和更短的缸孔間距。這些變化改變了燃燒室（Combustion chambers）的形狀和凸輪軸上的氣流，並創造了一個明顯更小、重心更低的引擎。 本田認為，這款引擎甚至比2015年重返這項運動時在邁凱輪最初使用的“零尺寸”設計還要小，同時性能顯著提高。 RA621H 的其他功能包括在不降低MGU-K輸出的情況下增加內燃機功率輸出的方法，對渦輪機和壓縮機的改造以及熊本摩托車製造廠研發氣缸體上的新鍍層，以提高耐用性。

## 特別版賽車拉花
在2021年土耳其大獎賽中，RB16B 的塗裝和車手的工作服是紅白相間的，靈感來自本田贏得第一場一級方程式比賽的塗裝，即1965年墨西哥大獎賽。該顏色最初用於本田的主場比賽日本大獎賽，該比賽因 COVID-19 大流行而取消。

## 參賽總結

### 2020賽季

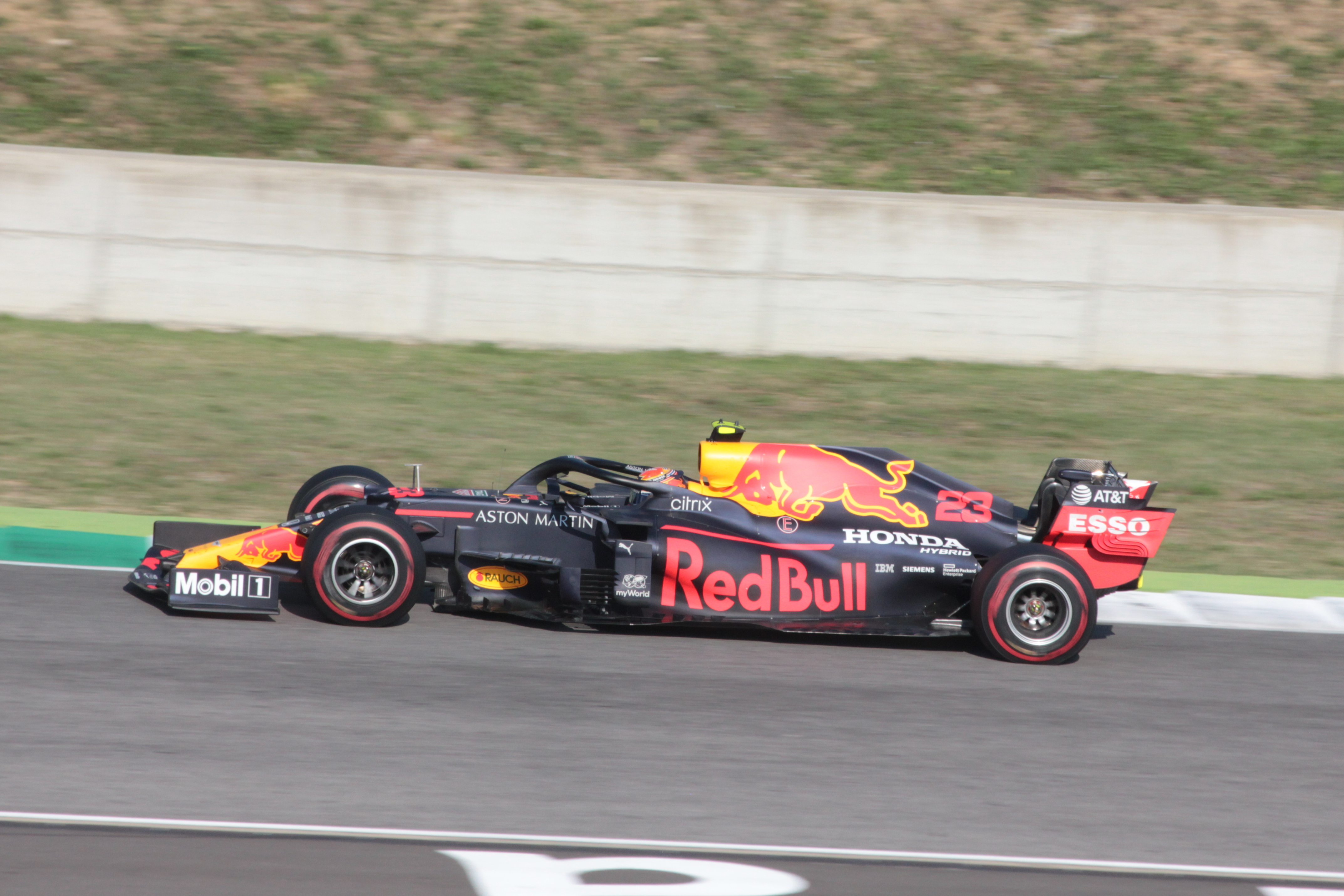
艾爾本在2020年托斯卡尼大獎賽中，取得他個人首個頒獎台

維斯塔潘和艾爾本在賽季開幕站奧地利大獎賽時分別以第二和第四名發車，然而，兩輛車在比賽中都因電子故障而退賽。 儘管賽車在賽季中獲得了多個領獎台的維斯塔潘的手中具有相當的競爭力，包括在70周年大奖赛取勝和取得多個頒獎台，但這輛車通常無法與路易斯·漢米爾頓和梅赛德斯W11的組合競爭。梅赛德斯和漢米爾頓輕鬆地衛冕車隊和車手冠軍。艾爾本的狀態一直低迷，並且被隊友維斯塔潘超越，維斯塔潘在的11場比賽中登上領獎台，其中包括2場胜利,而他只有兩次上頒獎台。車隊以一場勝利結束了這一年，維斯塔潘在阿布扎比取得了壓倒性的勝利，這是紅牛自2013年以來首次在賽道上獲勝。在這一場中，艾爾本也以高水平的表現結束了這一年，能夠向梅賽德斯施加壓力並阻止他們嘗試以策略來擊敗維斯塔潘，並最終獲得第四名。 總括而言，車隊在車隊積分榜上獲得第二名，維斯塔潘和阿爾本分別在車手積分榜中獲得第三和第七名。

### 2021

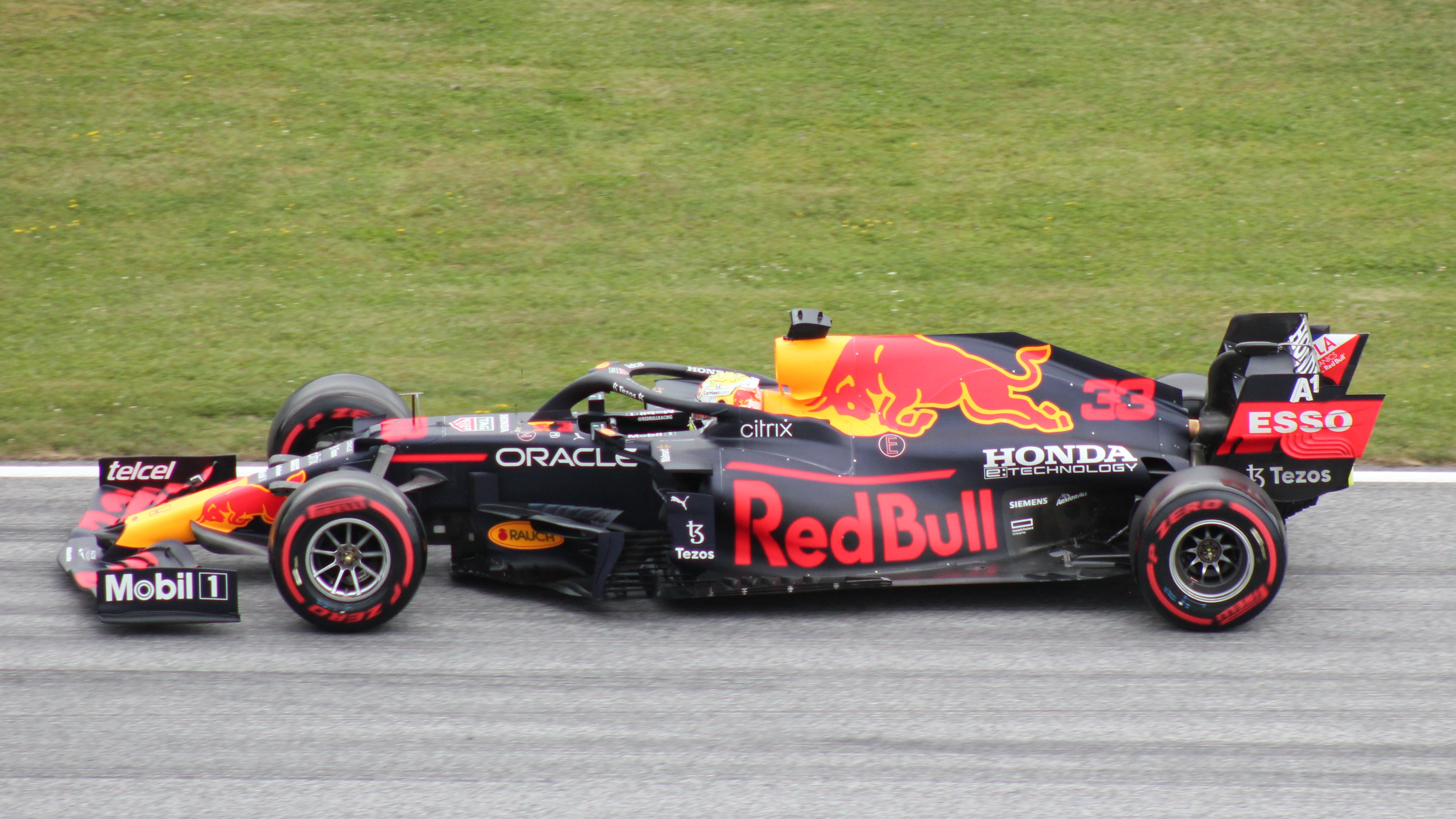
維斯塔潘在2021年奧地利大獎賽 練習期間駕駛 RB16B。

在賽季開幕戰巴林大獎賽 上，維斯塔潘獲得第二名，佩雷斯獲得第五名。在排位賽中，維斯塔潘獲得第1名，佩雷斯獲得第11名。維斯塔潘在整個賽季中成績再次超越隊友，獲得10場胜利和18次登上領獎台，而佩雷斯則獲得1場胜利和5次登上領獎台。維斯塔潘整個賽季都與路易斯·漢米爾頓爭奪冠軍，並在阿布扎比大獎賽的最後一圈獲勝，成功贏得個人首個車手世界冠軍，而佩雷茲最終在車手積分榜上排名第四。 即使維斯塔潘在奪得車手世界冠軍，紅牛仍然在車隊錦標賽中獲得第二名，以28分敗給梅赛德斯。
總體而言，RB16和RB16B共參加了39場比賽，獲得13場胜利（得勝率33.33%）。 RB16B成為自2013年以來第一輛贏得車手世界冠軍或車隊世界冠軍冠軍的非梅賽德斯賽車。

## 一級方程式參賽記錄

### 2020（RB16）
(賽果底色示意列表)

粗體－桿位 斜體－最快圈速 * – 賽季進行中 

† –  車手未完成賽事，但已完成90%的原定賽程，因而有排名 

‡ –  由於未完成預定距離的75％，因此該場比賽只能獲得一半積分 

| 奧     |          | 匈                | 英 | 周年 | 西              | 比  |   | 托 | 俄 | 艾費 | 葡 | 艾米 | 土  | 巴林 | 薩 | 阿  |    |     |   |   |     |   |     |     |
| 2020年 | 紅牛車隊 | 本田RA620H 1.6V6t | P  |      |                 |     |   |    |    |      |    |      |     |      |    |     |    |     |   |   |     |   |     |     |
| 2020年 | 紅牛車隊 | 本田RA620H 1.6V6t | P  | 23   | 亞歷山大·阿爾本 | 13† | 4 | 5  | 8  | 5    | 8  | 6    | 15  | 3    | 10 | Ret | 12 | 15  | 7 | 3 | 6   | 4 | 2nd | 319 |
| 2020年 | 紅牛車隊 | 本田RA620H 1.6V6t | P  | 33   | 馬克斯·維斯塔潘 | Ret | 3 | 2  | 2  | 1    | 2  | 3    | Ret | Ret  | 2  | 2   | 3  | Ret | 6 | 2 | Ret | 1 | 2nd | 319 |
| 來源:  |          |                   |    |      |                 |     |   |    |    |      |    |      |     |      |    |     |    |     |   |   |     |   |     |     |

### 2021（RB16B）
(賽果底色示意列表)

粗體－桿位 斜體－最快圈速 * – 賽季進行中 

† –  車手未完成賽事，但已完成90%的原定賽程，因而有排名 

‡ –  由於未完成預定距離的75％，因此該場比賽只能獲得一半積分 

| 年份   | 車隊     | 動力單元Power unit | 輪胎 | 車號 | 車手            | 大獎賽 | 大獎賽 | 大獎賽 | 大獎賽 | 大獎賽 | 大獎賽 | 大獎賽 | 大獎賽 | 大獎賽 | 大獎賽 | 大獎賽 | 大獎賽 | 大獎賽 | 大獎賽 | 大獎賽 | 大獎賽 | 大獎賽 | 大獎賽 | 大獎賽 | 大獎賽 | 大獎賽 | 大獎賽 | 積分 | 名次  |
| ------ | -------- | ------------------ | ---- | ---- | --------------- | ------ | ------ | ------ | ------ | ------ | ------ | ------ | ------ | ------ | ------ | ------ | ------ | ------ | ------ | ------ | ------ | ------ | ------ | ------ | ------ | ------ | ------ | ---- | ----- |
| 年份   | 車隊     | 動力單元Power unit | 輪胎 | 車號 | 車手            | BHR    | EMI    | POR    | ESP    | MON    | AZB    | FRA    | STY    | AUT    | GBR    | HUN    | BEL‡   | DUT    | ITA    | RUS    | TUR    | USA    | MXC    | SAP    | QAR    | SAU    | ABU    | 積分 | 名次  |
| 2021年 | 紅牛車隊 | 本田RA621H 1.6V6t  | P    |      |                 |        |        |        |        |        |        |        |        |        |        |        |        |        |        |        |        |        |        |        |        |        |        |      |       |
| 2021年 | 紅牛車隊 | 本田RA621H 1.6V6t  | P    | 11   | 塞吉歐·培瑞茲   | 5      | 11     | 4      | 5      | 4      | 1      | 3      | 4      | 6      | 16     | Ret    | 20     | 8      | 5      | 9      | 3      | 3      | 3      | 4      | 4      | Ret    | 15†    | 2nd  | 585.5 |
| 2021年 | 紅牛車隊 | 本田RA621H 1.6V6t  | P    | 33   | 馬克斯·維斯塔潘 | 2      | 1      | 2      | 2      | 1      | 18†    | 1      | 1      | 1      | Ret1   | 9      | 1      | 1      | Ret2   | 2      | 2      | 1      | 1      | 2      | 2      | 2      | 1      | 2nd  | 585.5 |
| 來源:  |          |                    |      |      |                 |        |        |        |        |        |        |        |        |        |        |        |        |        |        |        |        |        |        |        |        |        |        |      |       |

## 外部鏈接
- 紅牛車隊官方網站 （页面存档备份，存于）
- 本田F1官方網站 （页面存档备份，存于）